# Nationalgalleriet (Prag)

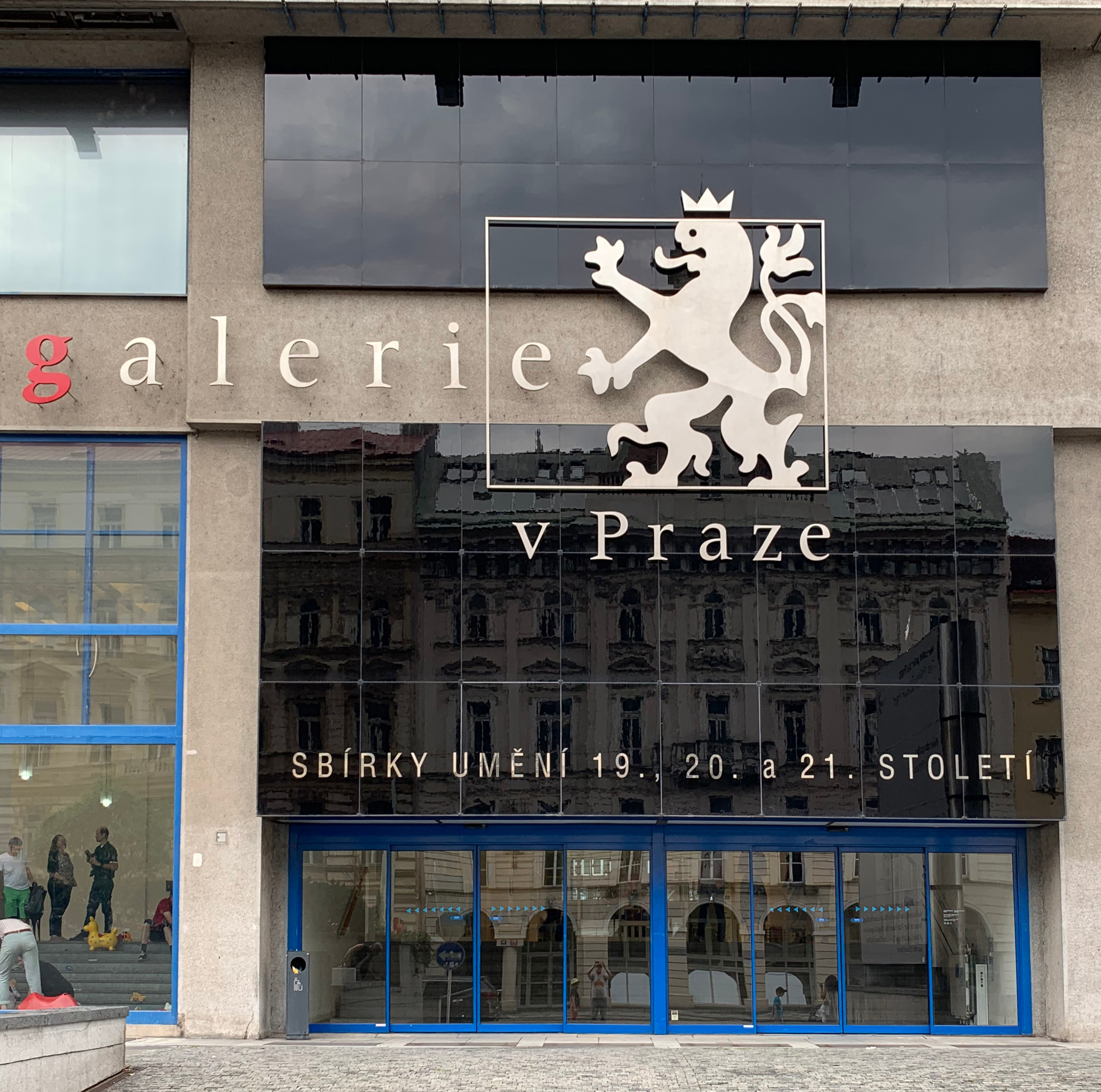
Nationalgalleriet i Holešovice i Prag.

Nationalgalleriet i Prag (tjeckiska: Národní galerie v Praze) förvaltar konstskatter i Prag. Samlingarna finns på sex platser i staden:
- Šternberský Palác (Sternbergpalatset) – europeisk konst i klassisk och barockstil
- Klášter svatého Jiří (Sankt Georgs kloster) i Pragborgen –  böhmisk manierism och barock
- Klášter svaté Anežky České (Sankta Agnes kloster) – medeltida skulpturer i Böhmen och Centraleuropa
- Veletržní palác (Utställningspalatset) i Holešovice – modern och samtida tjeckisk och europeisk konst (1800–nutid)
- Palác Kinských (Kinský-palatset) – tjeckiskt landskapsmåleri
- Zámek Zbraslav  (Zbraslav-slottet) – orientalisk konst